# ᴧ
Cette page contient des caractères spéciaux ou non latins. S’ils s’affichent mal (▯, ?, etc.), consultez la page d’aide Unicode.
ᴧ, appelé petite capitale lambda, est une lettre additionnelle de l’écriture grecque qui est utilisée dans l’alphabet phonétique ouralien.

## Utilisation
Dans l’alphabet phonétique ouralien utilisé par Kustaa Fredrik Karjalainen, ‹ ᴧ › représente une consonne fricative latérale dévoisée.

## Représentations informatiques
La petite capitale lambda peut être représentée avec les caractères Unicode (Extensions phonétiques) suivants :
| formes    | représentations | chaînes de caractères | points de code | descriptions                          | note |
| --------- | --------------- | --------------------- | -------------- | ------------------------------------- | --- |
| minuscule | ᴧ               | ᴧ                     | U+1D27         | lettre grecque petite capitale lambda | Le caractère codé est comme petite capitale lambda est décrit comme une petite capitale v culbutée dans l’exemple donné comme référence dans la proposition de codage. |